# FK Alanyija Vlagyikavkaz
Az FK Alanyija Vlagyikavkaz (oroszul: Футбольный клуб Алания Владикавказ, magyar átírásban: Futbolnij klub Alanyija Vlagyikavkaz) egy orosz labdarúgóklub, melynek székhelye Vlagyikavkaz, Észak-Oszétia fővárosa. A csapat jelenleg az első osztályban szerepel.

## Sikerei
- Orosz bajnok: 1 alkalommal (1995)

## Nemzetközi kupaszereplés
| Szezon  | Esemény         | Kör | Ország     | Klub                     | Eredmény          |
| ------- | --------------- | --- | ---------- | ------------------------ | ----------------- |
| 1993–94 | UEFA-kupa       | 1   | német      | Borussia Dortmund        | 0–0, 0–1          |
| 1995–96 | UEFA-kupa       | 1   | angol      | Liverpool FC             | 1–2, 0–0          |
| 1996–97 | Bajnokok ligája | Q   | skót       | Rangers FC               | 1–3, 2–7          |
| 1996–97 | UEFA-kupa       | 1   | Belgium    | RSC Anderlecht           | 2–1, 0–4          |
| 1997–98 | UEFA-kupa       | Q2  | ukrán      | Dnyipro Dnyipropetrovszk | 2–1, 4–1          |
| 1997–98 | UEFA-kupa       | 1   | magyar     | MTK Hungária FC          | 0–3, 1–1          |
| 2000–01 | UEFA-kupa       | 1   | lengyel    | Amica Wronki             | 0–3, 0–2          |
| 2011–12 | Európa-liga     | Q3  | Kazahsztán | Aktöbe FK                | 1–1, 1–1 (4–2 p.) |
| 2011–12 | Európa-liga     | PO  | török      | Beşiktaş JK              | 0–3, 2–0          |

*M: Mérkőzések száma, Gy: Győzelmek száma, D: Döntetlenek száma, V: Vereségek száma, RG/KG: Rúgott gólok száma / Kapott gólok száma, G: Gólarány